# Macrolobium obtusum
Macrolobium obtusum är en ärtväxtart som beskrevs av Henri François Pittier. Macrolobium obtusum ingår i släktet Macrolobium och familjen ärtväxter. Inga underarter finns listade i Catalogue of Life.